# La Misión (Hidalgo)
Esta página se refiere a una localidad. Para el municipio homónimo véase Municipio de La Misión (Hidalgo)
La Misión es una localidad mexicana, cabecera municipal del municipio de La Misión en el estado de Hidalgo.

## Geografía
Se encuentra en la región geográfica de la Sierra Gorda; a la localidad le corresponden las coordenadas geográficas 21° 05’ 57.91” de latitud norte y 99° 07’ 23.472” de longitud oeste, con una altitud de 1497 m s. n. m. Cuenta con un clima semicálido subhúmedo con lluvias en verano, de humedad media; con una temperatura media anual de 20 °C., y con una precipitación pluvial de 990 mm por año, siendo su periodo de lluvias de octubre a marzo.
En cuanto a fisiografía se encuentra en la provincia de la Sierra Madre Oriental, dentro de la subprovincia del Carso Huasteco; su terreno es de sierra. En lo que respecta a la hidrología se encuentra posicionado en la región del Pánuco, dentro de la cuenca y subcuenca del río Moctezuma.

## Demografía
En 2020 registró una población de 546 personas, lo que corresponde al 5.56 % de la población municipal. De los cuales 245 son hombres y 301 son mujeres.
| Gráfica de evolución demográfica de La Misión entre 1900 y 2020 |
|                                                                 |
| Población registrada por los censos y conteos del INEGI.        |